# Gare de Warnant
La gare de Warnant est une ancienne gare ferroviaire belge de la ligne 150, de Tamines à Anhée située à Warnant dans la commune d’Anhée, en Région wallonne dans la province de Namur.
Elle est désormais fermée au trafic des voyageurs mais le bâtiment existe toujours, reconverti en habitation.

## Situation ferroviaire
La gare de Warnant était située au point kilométrique 32,80 de la ligne 150, de Tamines à Anhée entre les haltes de Sosoye et de Haut-le-Wastia.

## Histoire
La ligne 150 fut d'abord inaugurée entre Tamines et Mettet le 3 septembre 1879. En 1889, la ligne atteint Ermeton le 3 janvier et le 15 octobre 1890, elle est prolongée jusque Anhée. C'est à cette occasion qu'est inaugurée la gare, située à proximité de Falaën mais dans la vallée de la Molignée alors que le village se trouve sur les hauteurs. Il faudra attendre 1891 pour que la ligne 150 soit ouverte en intégralité de Tamines à la vallée de la Meuse, près d’Anhée. À ses débuts, Warnant est une halte administrée depuis la gare de Falaën.
La compagnie de l'État Belge doit alors négocier financièrement l'accès à la gare de Dinant, construite par la Compagnie du Nord - Belge et destination logique de la ligne 150, et que les étroites installations de Dinant ne peuvent être étendues faute de place. Aussi, la gare principale de l'État sera Warnant, où sera construit un dépôt. Ainsi, les correspondances avec les omnibus de la ligne 128 ne se feront pas à Dinant mais le plus souvent à Warnant où aboutissent par ailleurs les lignes vicinales.
Comme toutes les gares d'origine de la ligne, le bâtiment fut construit en utilisant le modèle habituel pour les lignes construites par des concessionnaires privés entre 1873 et les années 1890 : le plan type 1873.
La nationalisation de la Compagnie du Nord - Belge en 1940 a entraîné la disparition du trafic de transit qui empruntait la portion nord de la ligne 150 au profit de la ligne 154 Namur - Dinant au profil beaucoup plus facile.
En août 1962, le trafic voyageurs entre Tamines et Anhée est transféré sur la route. La ligne ferme entre Ermeton et Haut-le-Wastia en 1964 et reste desservie par des trains de marchandises entre Anhée et Warnant jusqu'en 1987. Les rails sont conservés, entretenus a minima "pour les besoins de la nation" en cas de conflit armés et finalement retirés en 2007 sans avoir servi.
Un RAVeL a été installé sur la majorité de la ligne 150 entre Aisemont et Anhée.

### Le bâtiment de la gare
Il s’agit d’une gare de plan type 1873 qui possédait une aile basse de quatre travées servant de salle d'attente (et peut-être de magasin pour les colis) et une aile de service avec une toiture à croupes.
Un agrandissement du bâtiment a lieu en 1895.
Après sa fermeture, la gare a été transformée en habitation.